# Cryptamorpha redtenbacheri
Cryptamorpha redtenbacheri es una especie de coleóptero de la familia Silvanidae.

## Distribución geográfica
Habita en Chile.